# Richard Burns
Richard Burns (Reading, 1971. január 17. – London, 2005. november 25.) angol rallyvilágbajnok, a Berkshire megyei Reading-ben született. 1996-tól vett részt a rallyvilágbajnokságon. Ezalatt tíz futamgyőzelmet szerzett, és 2001-ben világbajnok lett. 2003-ban betegsége miatt kényszerült feladni karrierjét. Kórházba szállították, majd agytumort állapítottak meg. Nem sokkal később elhunyt.

## Pályafutása
Karrier
A WRC előtt
Richard Burns a Berkshire állambeli Readingben született, és az oxfordshire-i Checkendonban nőtt fel. Nyolcévesen vezetett először, mégpedig apja régi Triumph 2000-ét a házuk közelében lévő mezőn. Tizenegy évesen Burns csatlakozott a 17 év alattiak autóklubjához, ahol 1984-ben az év sofőrje lett. Mindössze két évvel később, édesapja szervezett egy kirándulást Jan Churchill Welsh Forest Rally School-jába, Newtown-ba, Powys-ba, ahol Burns egy Ford Escortot vezetett aznap, és attól a pillanattól kezdve tudta, mit akar csinálni. Richard rávette az apját, hogy csatlakozhasson a Craven Motor Clubhoz, szülővárosában, Readingben, ahol tehetségére gyorsan felfigyelt David Williams, a ralirajongó, aki jelentős szerepet játszott Burns korai karrierjében. 1988-ban indult első raliján saját Talbot Sunbeam autójával, de az az autó túl egyszerű és lassú volt ahhoz, hogy nagy benyomást keltsen, ezért 1989-ben kölcsönkérte más versenyzők járműveit a fejlődéshez. Ezután részt vett a Panaround, a Bagshot, a Mid-Wales, a Millbrook, a Severn Valley, a Kayel Graphics és a Cambrian Rally-n.
1990-ben csatlakozott a Peugeot Challenge-hez, miután David Williams megvásárolt Burnsnek egy Peugeot 205 GTI-t. Miután megnyerte ezt a sorozatot, Richard nyereménye az volt, hogy ugyanabban az évben egy rali-világbajnokságon versenyezhetett Nagy-Britanniában. Aztán 1991-ben Burns találkozott Robert Reiddel, aki pályafutása hátralévő részében a segédpilótája lett, és akivel a 16. helyen végeztek az első közös WRC-ralijukon. 1992-re a Williams vásárolt egy N csoportos Subaru Legacy autót Burns-nek; és a Prodrive támogatásával megnyerték az Országos Bajnokságot. Ebben az évben Burns segített Colin McRae-nek, mivel a Prodrive a jövő ígéretes tehetségének tekintette Richardot. Burns annak ellenére nyerte meg a Severn Valley Rallyt abban az évben, hogy lassabb autóban ült.
°
1993-ban csatlakozott a Subaru Rally Teamhez a Brit Rally Bajnokságban, Alister McRae mellett egy másik Subaru Legacy-ban. Abban az évben négy fordulót nyert a Vauxhall Sport, a Pirelli, a skót és a Manx International versenyeken, és a BRC legfiatalabb bajnoka lett. Hazai sikerei, valamint egy nagyon havas brit WRC-körön elért dicséretes hetedik hely nyomán Burns a Subarunál maradt az 1994-es és 1995-ös szezonban. Ezután részt vett az Asia Pacific Rally Championshipben, amely új-zélandi és ausztrál raliversenyeket is tartalmazott, de ez lehetőséget adott számára a hazai versenyén is. 1995 végén Burns lenyűgöző harmadik helyezést ért el a RAC Rallyn. az összesített bajnoki címért küzdő Subaru-csapattársai mögött Carlos Sainz (már kettős világbajnok) a második helyen végzett, Colin McRae pedig megszerezte első és egyetlen WRC-címét.
WRC
1996–1998: Mitsubishi

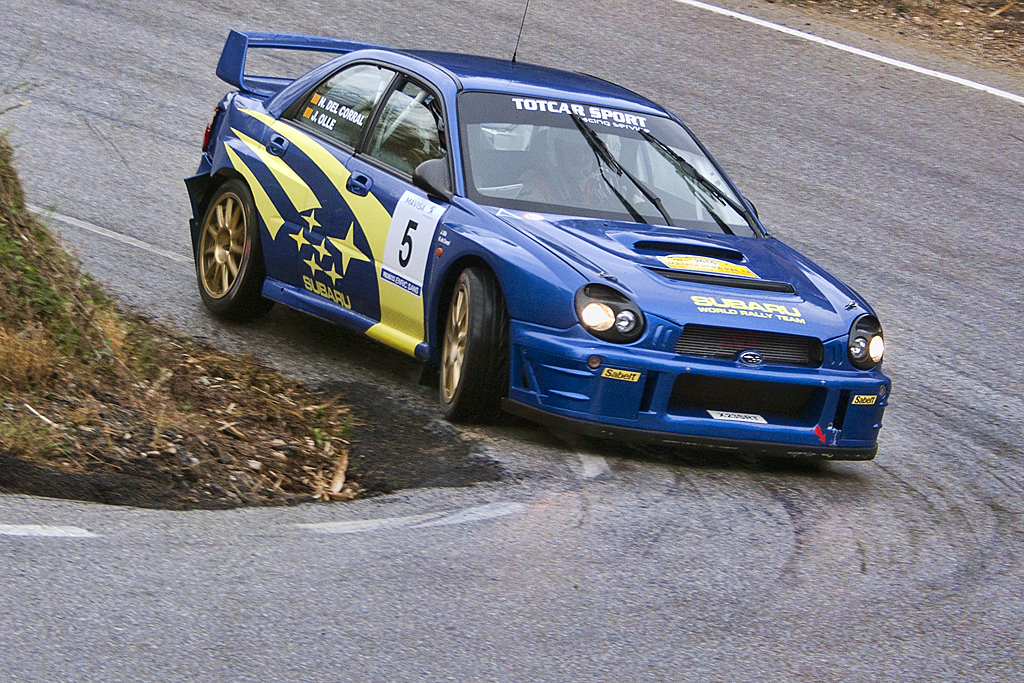
Subaru Impreza WRC

1996-ban a Mitsubishi Ralliart nemzetközi szinten megkezdte a nyitást, kellő erővel ahhoz, hogy Burnst győzelemre vezessék az akkori Új-Zélandi Rallyn – bár akkor még csak az Ázsia-Csendes-óceáni ralibajnokságon és az FIA 2 literes rali világkupán belül. Ennek ellenére az olyan kaliberű versenyen való részvétel, ahol a Subaru nehézsúlyú pilótái, Kenneth Eriksson és Piero Liatti is indult, további fényt adott az egyre nagyobb hírnevének. 1997-ben ugyanazt az autót vezette, mint csapattársa, Tommi Makinen, A csoportos Mitsubishi Lancer Evolution III, IV, V; amit aztán Carisma GT névre kereszteltek át. Eredményei 1997-ben tovább javultak, a 8 rallyból, amelyen részt vett, ötször a 4. helyen végzett, a Safari Rallyn pedig 2. lett, ezzel a bajnokság összesítésében a hetedik helyen végzett.
1998-ban megnyerte első rali-világbajnoki versenyét a Safarin, amely a legkihívásosabb és legnehezebb rallyként volt ismert.
A Brit Ralin szintén nyert.
1999–2001: Visszatérés a Subaruhoz
Burns az 1999-es szezonban visszatért a Prodrive által vezetett Subaru World Rally Team-hez, David Richards vezetésével, csatlakozva Juha Kankkunenhez és Bruno Thiryhez a Subaru Impreza WRC-ket vezető gyári csapat tagjaként, a Fordhoz kötődő brit Colin McRae helyére. Burns pályafutása csúcsán, a második helyen végzett a pilóták ranglistáján, növelve ezzel győzelmei számát. Ezenkívül a Subarut a második helyre vezette a konstruktőri sorozatban a Forma-1-ből induló Toyota Team Europe mögött. Abban az évben az Argentína Rallyn a veterán csapattárs, Kankkunen csapatrend összekeverése miatt győzelmet aratott. Burns ismét a második helyen végzett Kankkunen mögött az 1000 Lakes Rallyn, ami lenyűgözőnek számított, mivel ez volt csak a második rajtja egy olyan ralin, amelyen tapasztalt versenyzők indulnak. 2000-ben sokáig esélyes volt a címre, de a szezon közepén lemaradt a Finn Rallyn, és átadta helyét a későbbi bajnoknak és jövőbeli csapattársának, a Peugeot-pilótának, Marcus Grönholmnak, aki az első évében versenyzett, mint főállású pilóta.
A Subaru Impreza WRC-vel nyolcszor nyert versenyt. Utoljára a Új-Zélandi ralin 2001 szeptemberében.
2002–2003: Visszatérés a Peugeot-hoz
Egy Peugeot 206 WRC-vel a 2002-es évben a Deutschland Rallye-n Burns visszatért a Peugeot-hoz. A Peugeot volt a korszak tempós csapata, és Burns nehezen tudta felvenni a csapattársai, Marcus Grönholm és Gilles Panizzi tempóját. Ezért a tíz WRC-diadal után már nem lett újra bajnok, és a második hely megszerzése is reménytelennek bizonyult Burns számára.

### Rali-világbajnoki futamgyőzelmei
| #   | Dátum                  | Rali            | Navigátor   | Autó                     | Összefoglaló |
| --- | ---------------------- | --------------- | ----------- | ------------------------ | ------------ |
| 1.  | 1998. feb 28-márc 2    | Szafari rali    | Robert Reid | Mitsubishi Lancer Evo IV | Összefoglaló |
| 2.  | 1998. november 22-24   | Brit rali       | Robert Reid | Mitsubishi Lancer Evo IV | Összefoglaló |
| 3.  | 1999. június 6-9       | Akropolisz-rali | Robert Reid | Subaru Impreza WRC       | Összefoglaló |
| 4.  | 1999. november 4-7     | Ausztrál rali   | Robert Reid | Subaru Impreza WRC       | Összefoglaló |
| 5.  | 1999. november 21-23   | Brit rali       | Robert Reid | Subaru Impreza WRC       | Összefoglaló |
| 6.  | 2000. február 25-27    | Szafari rali    | Robert Reid | Subaru Impreza WRC       | Összefoglaló |
| 7.  | 2000. március 16-19    | Portugál rali   | Robert Reid | Subaru Impreza WRC       | Összefoglaló |
| 8.  | 2000. május 11-14      | Argentin rali   | Robert Reid | Subaru Impreza WRC       | Összefoglaló |
| 9.  | 2000. november 23-26   | Brit rali       | Robert Reid | Subaru Impreza WRC       | Összefoglaló |
| 10. | 2001. szeptember 21-23 | Új-Zéland-rali  | Robert Reid | Subaru Impreza WRC       | Összefoglaló |

## Halála
2003-ban agytumort állapítottak meg nála, aminek következtében 2005. november 25-én, néhány nap kóma után a londoni John's Wood-i Wellington Kórházban, 34 évesen elhunyt.
2005 december 4-én a Top Gear című brit televíziós műsor emlékezett meg róla. Burns korábban kétszer szerepelt a Top Gear-ben, A gyászszertartás 2005 december 22-én a chelsea-i St Luke's templomban tartották.
A Subaru 2006-ban Castle Combe-ban tisztelgett Burns előtt, amikor több mint ötven Subaru Impreza RB5 lépett pályára, köztük az RB5 No. 001, amelyet Alex Burns, Richard apja vezetett. 2007-ben a Subaru, Richard emléke előtt tisztelegve kiadta az RB320-as Imprezát, amely csak obszidiánfekete színben kapható. Az autóeladásokból befolyt teljes összeget a Richard Burns alapítványnak ajánlották fel.
A 2006-os Goodwood Festival of Speed során felavatták a Burns kezdőbetűiről elnevezett RB alapítványt, amelynek kinyilvánított célja, hogy „inspirálja és támogassa a súlyos sérülésekkel és betegségekkel küzdő embereket”. Az alapítvány pénzt gyűjt a Michael Park Alap számára is, amely a motorsport események biztonságának javításával foglalkozik.
A skót Travis nevű banda kiadott egy lemezt, The Boy With No Name címmel, mellyel Richardra emlékeztek.
Richard Burns Trophy
2006-ban a Wales Rally GB fiatal versenyzőjének díját, a tiszteletére, Richard Burns Trophy névre keresztelték át. A legmagasabb helyezést elért, nem elsőbbséget élvező, 25 éves vagy annál fiatalabb sofőrnek ítélik oda.